# نادي أوكسيميسا الرياضي
نادي أوكسيميسا الرياضي (بالإسبانية: Club Deportivo Oximesa)‏ كان فريق كرة سلة إسباني للمحترفين تأسس في سنة 1979 يقع في ألبولوتي، أندلوسيا، إسبانيا. من أبرز لاعبيه السابقين جيف لامب. تم حل الفريق في سنة 1993.